# Episcia cupreata
Az Episcia cupreata az ajakosvirágúak (Lamiales) rendjébe és a Gesneriaceae családjába tartozó faj.

## Előfordulása
Az Episcia cupreata előfordulási területe Közép-Amerika déli felén és Dél-Amerika északi harmadában van. Az afrikai Beninben is megtalálható; azonban nem ismert ha ez természetes vagy betelepített állomány. Az Amerikákban a következő országokban őshonos: Brazília, Costa Rica, Ecuador, Kolumbia, Nicaragua, Panama és Venezuela.
Nagy és színes levelei miatt közkedvelt dísznövény; emiatt az ember több helyre is betelepítette; ilyen helyek: Közép-Amerika más részei, a Karib-térség egyes szigetei, Banglades és néhány sziget a Csendes-óceánban, illetve az Indiai-óceánban.

## Képek

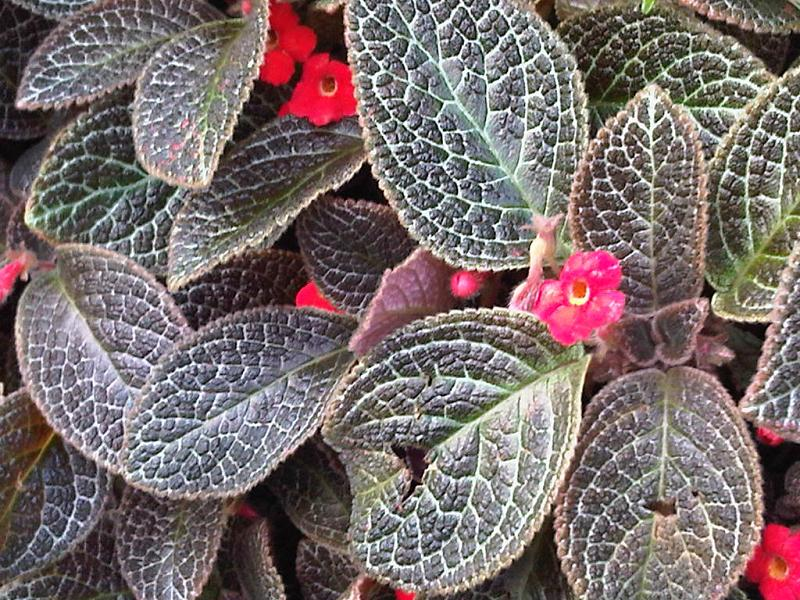
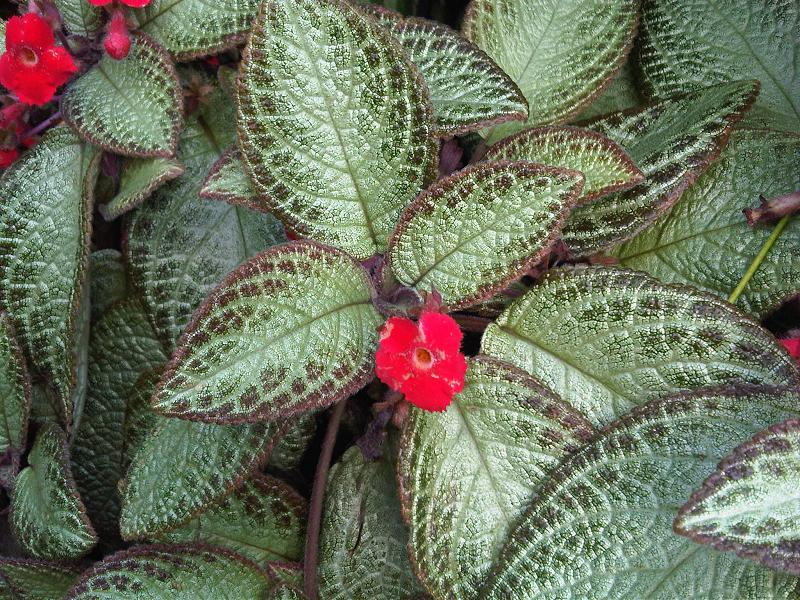
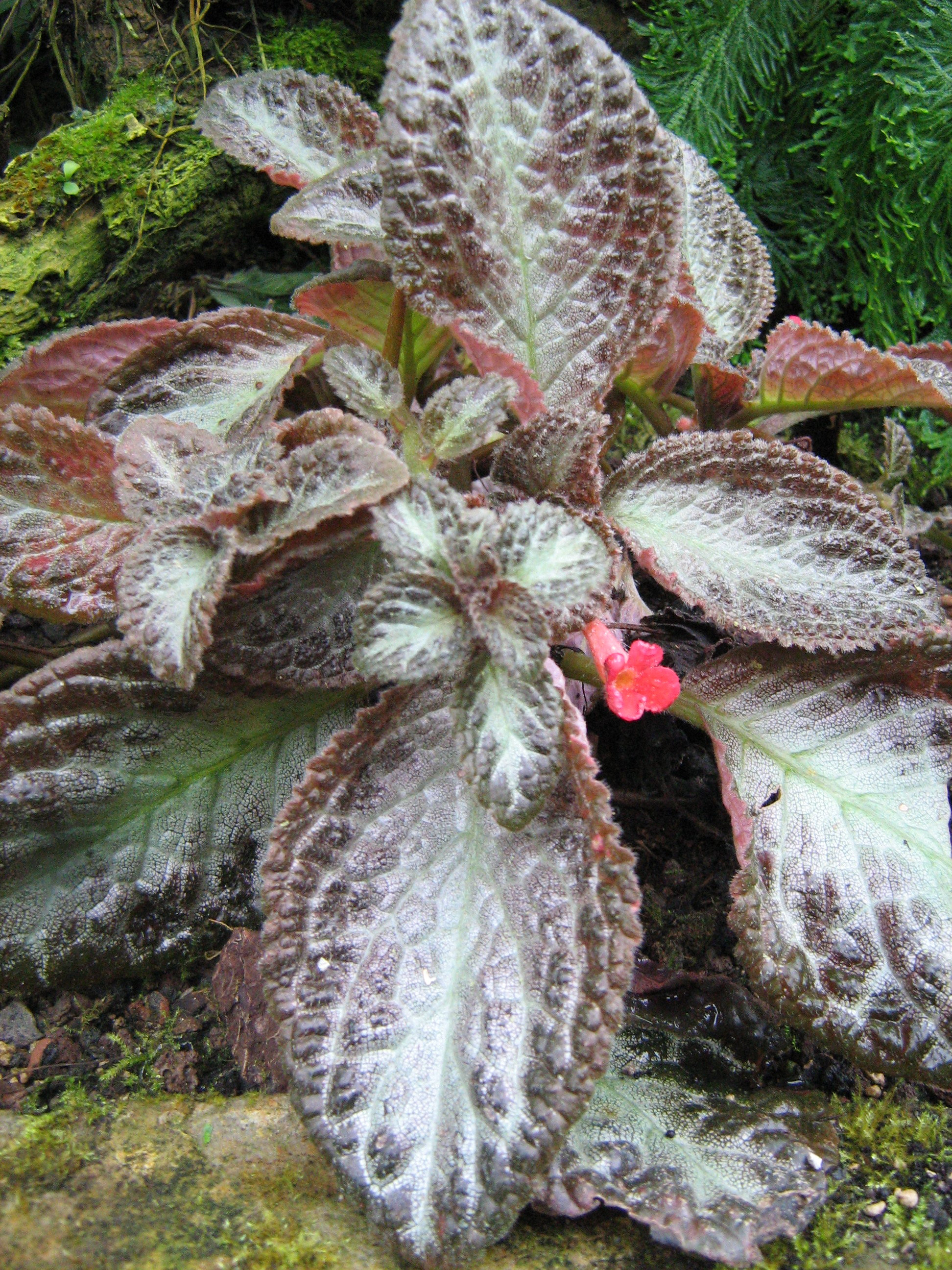
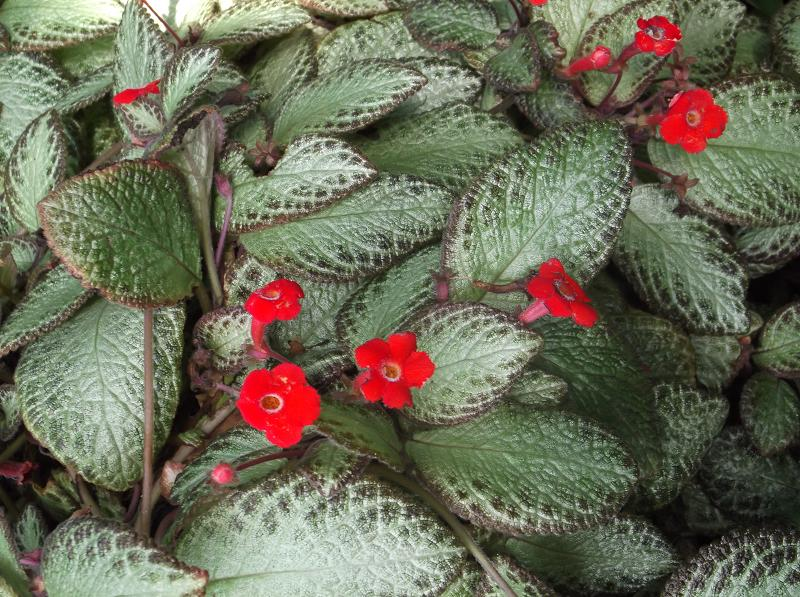
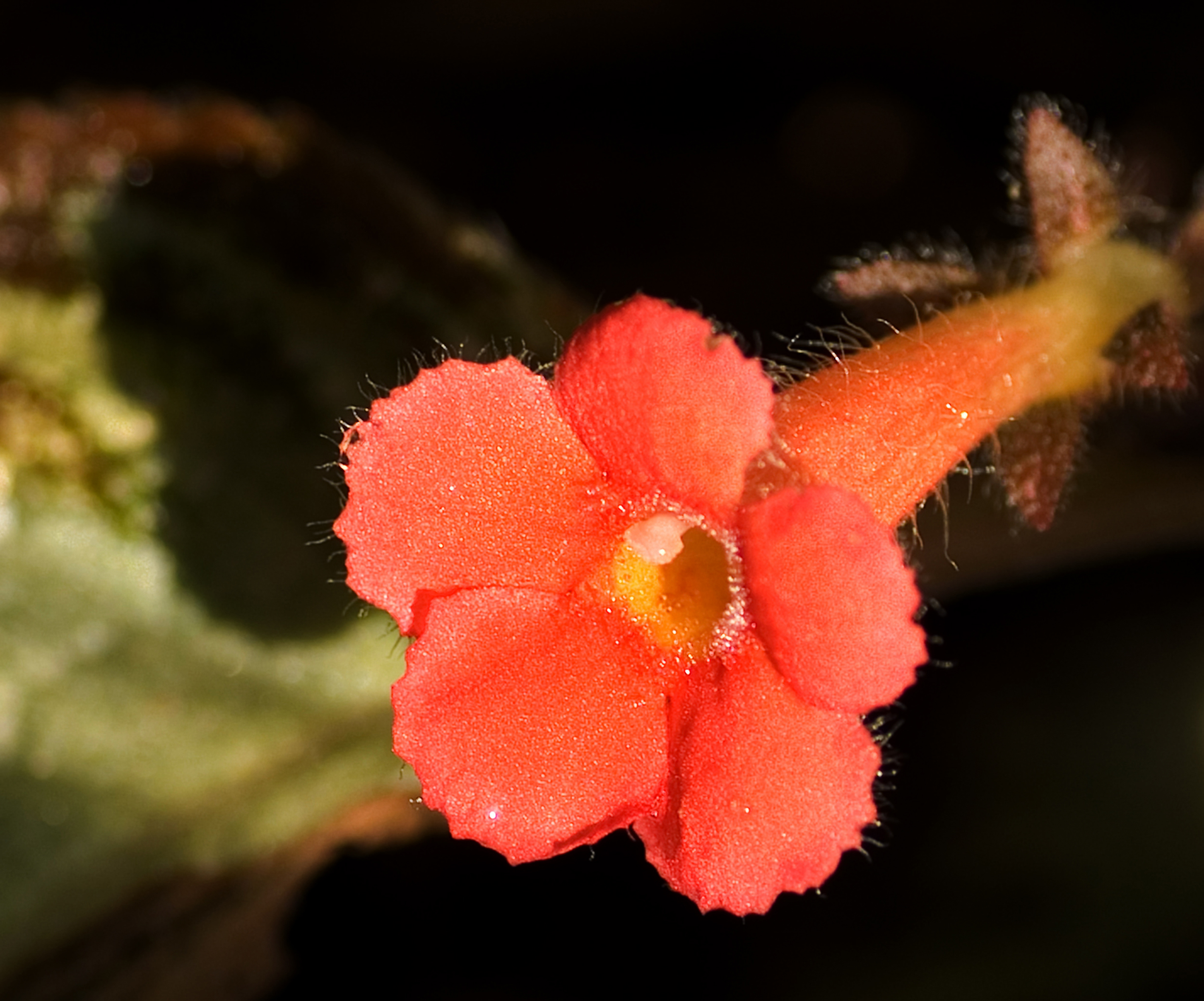